# Сюй Лили (дзюдоистка)
Сюй Лили́ (кит. упр. 徐丽丽, пиньинь Xú Lìlì, род.16 февраля 1988) — китайская дзюдоистка, призёр Олимпийских игр. Младшая сестра дзюдоистки Сюй Юйхуа, завоевавшей золотую медаль Азиатских игр 2006 года.
Сюй Лили родилась в 1988 году в уезде Уди городского округа Биньчжоу провинции Шаньдун. В 2003 году заняла первое место на чемпионате КНР по дзюдо среди юниоров. В 2009 году заняла второе место на 11-й Спартакиаде народов КНР, уступив золотую медаль своей старшей сестре. В 2011 году Сюй Лили выиграла чемпионат Азии, а в 2012 году стала серебряным призёром Олимпийских игр в Лондоне.